# Decade (Calibro 35)
Decade è il sesto album in studio del gruppo musicale italiano Calibro 35, pubblicato il 9 febbraio 2018.

## Descrizione
Il disco è stato registrato in presa diretta presso gli studi Officine Meccaniche con un ensemble allargato a 12 elementi aggiungendo alla classica formazione a quartetto anche archi, fiati e percussioni. Anche il panorama musicale si amplia permettendo al suono di Calibro 35 escursioni nel jazz orchestrale.
L'immaginario esplorato è quello dell'architettura radicale italiana che viene esplicitamente citata in titoli come "Archizoom" o "Superstudio"  e che ispira la copertina illustrata appositamente da Luca Martinotti, vincitrice del Best Art Vinyl 2018

## Tracce
1. Psycheground – 3:06
2. SuperStudio – 4:49
3. Faster Faster! – 3:56
4. Pragma – 5:57
5. Modulor – 3:28
6. ArchiZoom – 3:15
7. Ambienti – 3:06
8. Agogica – 5:19
9. Polymeri – 2:11
10. Modo – 7:09
11. Travelers – 5:46